# 中国现代史学会
中国现代史学会是中华人民共和国现代史研究工作者组成的学术性社会团体，由中共中央党校主管，1980年5月4日在郑州大学成立。